# コレイカ
コレイカ（ポーランド語: Kolejka 発音[ko'leIka]、「行列」）は、2011年2月にポーランドの国家記銘院によって発売されたボードゲームである。
製作にあたったのはカロル・マダイ（Karol Madaj）であり、共産主義政権支配下のポーランド（1945年 - 1989年）における苦難を若い世代のポーランド市民に教えることを目的としている。行列に並び商品を買うという目的から、「世界一退屈」と呼ばれることもある。2011年にポーランド語版が発売され2万本を売上げを記録し、更に2012年には日本語、英語、ドイツ語、スペイン語、ロシア語版が発売される。